# Alex Bowen (Freestyle-Skier)
Alex Bowen (* 21. Mai 1992 in Buffalo) ist ein ehemaliger US-amerikanischer Freestyle-Skier. Er startete in der Disziplin Aerials (Springen).

## Werdegang
Bowen nahm von 2008 bis 2013 vorwiegend am Nor-Am Cup teil. Dabei gewann er ein Rennen und belegte zudem dreimal den zweiten und sechsmal den dritten Platz. Sein bestes Gesamtergebnis dabei war der vierte Platz in der Saison 2011/12. Im Weltcup debütierte er am 20. Januar 2012 in Lake Placid und errang dabei die Plätze 32 und 19. Bei den Juniorenweltmeisterschaften 2012 in Chiesa in Valmalenco wurde er Zehnter. In der Saison 2014/15 erreichte er mit zwei sechsten Plätzen in Deer Valley und Lake Placid seine ersten Top-10-Platzierungen und errang zum Saisonende den 17. Platz im Aerials-Weltcup. Beim Saisonhöhepunkt, den Weltmeisterschaften 2015 am Kreischberg, gewann er überraschend die Silbermedaille.
In der Saison 2016/17 kam Bowen im Weltcup dreimal unter die ersten Zehn und erreichte abschließend den zehnten Platz im Aerials-Weltcup. Bei den Weltmeisterschaften 2017 in der Sierra Nevada belegte er den 27. Platz. In den folgenden Jahren errang er im Weltcup meist Platzierungen außerhalb der ersten Zehn. Bei den Weltmeisterschaften 2019 in Deer Valley kam er auf den 12. Platz. Seinen 39. und damit letzten Weltcup absolvierte er im März 2020 in Krasnojarsk, welchen er auf dem neunten Platz beendete.

## Erfolge

### Weltmeisterschaften
- Kreischberg 2015: 2. Aerials
- Sierra Nevada 2017: 27. Aerials
- Deer Valley 2019: 12. Aerials

### Weltcupwertungen
| Saison  | Gesamt | Gesamt | Aerials | Aerials |
| Saison  | Platz  | Punkte | Platz   | Punkte  |
| ------- | ------ | ------ | ------- | ------- |
| 2011/12 | 217.   | 1      | 39.     | 14      |
| 2012/13 | 113.   | 10     | 23.     | 68      |
| 2014/15 | 62.    | 16     | 17.     | 115     |
| 2015/16 | 72.    | 18,83  | 19.     | 113     |
| 2016/17 | 43.    | 25,43  | 10.     | 178     |
| 2017/18 | 109.   | 12,33  | 22.     | 74      |
| 2018/19 | 190.   | 3,20   | 33.     | 16      |
| 2019/20 | 86.    | 14,57  | 20.     | 102     |

### Juniorenweltmeisterschaften
- Chiesa in Valmalenco 2012: 10. Aerials

### Weitere Erfolge
- 12 Podestplätze im Nor-Am Cup, davon 1 Sieg